# Instant Funk
Instant Funk foi uma banda  americana atuante nos anos 1970 e 1980 cuja musicalidade incluía a disco e o funk, melhor conhecida por seu clássico da disco, "I Got My Mind Made Up (You Can Get It Girl)".

## História
O Instant Funk surgiu em Trenton, New Jersey consistindo de Raymond Earl, o baterista Scotty Miller e o guitarrista Kim Miller. O grupo então chamado de The Music Machine serviu como banda de apoio para The Manhattans, Bunny Sigler e TNJs. Durante a carreira da banda, o Instant Funk ainda atuaria como banda de apoio de muitas estrelas, incluindo Lou Rawls, Loleatta Holloway, The O'Jays, MFSB, Curtis Mayfield e Evelyn "Champagne" King.
O grupo se mudou para Filadélfia em 1976 para lançar seu primeiro álbum, Get Down With the Philly Jump, enquanto formulavam seu próprio som. O grupo atuou como banda de apoio para Bunny Sigler em seu álbum "Let Me Party With You", pelo novo selo do ex-guitarrista do MFSB, Norman Harris, a Gold Mind Records.
A gravadora Gold Mind faliu e a nova faixa do Instant Funk, "I Got My Mind Made Up" foi transferida para a Salsoul Records, que era sinônimo da disco nas discotecas. O remix desta canção feita pelo DJ Larry Levan se tornou rapidamente um sucesso. "I Got My Mind Made Up" alcançoou o número 1 tanto na parada R&B quanto na disco e número 20 na parada Billboard Hot 100 na primavera de 1979. O álbum homônimo lançado pela Salsoul também foi um sucesso, alcançando o número 1 na parada R&B sendo certificado álbum de ouro.
Scotty Miller (nascido Steven Scott Miller em 22 de agosto de 1951 em Trenton, New Jersey) morreu em 11 de abril de 2017, aos 65 anos de idade.

## Discografia

### Álbuns de estúdio
| 1976                                                                                   | Get Down with the Philly Jump | —   | —  | —  |             | TSOP    |
| 1979                                                                                   | Instant Funk                  | 12  | 1  | 14 | - EUA: Ouro | Salsoul |
| 1979                                                                                   | Witch Doctor                  | 129 | 23 | —  |             | Salsoul |
| 1980                                                                                   | The Funk Is On                | 130 | 62 | —  |             | Salsoul |
| 1982                                                                                   | Looks So Fine                 | 147 | 43 | —  |             | Salsoul |
| 1983                                                                                   | Instant Funk V                | —   | 38 | —  |             | Salsoul |
| 1983                                                                                   | Kinky                         | —   | —  | —  |             | Salsoul |
| "—" denota que não alcançou posição nas paradas ou não foi lançado naquele território. |                               |     |    |    |             |         |

### Coletâneas
- Greatest Hits (1996, The Right Stuff/Salsoul)
- The Best of Instant Funk (1997, Charly UK)
- The Anthology (2006, Salsoul)
- I Got My Mind Made Up: The Best of Instant Funk (2006, Koch Records)
- Greatest Hits (2008, JDC)

### Singles
| 1975                                                                                   | "Float Like a Butterfly, Part I"              | —   | —  | —  | —  | —  | —  | —  |
| 1976                                                                                   | "Philly Jump"                                 | —   | —  | —  | —  | —  | —  | —  |
| 1976                                                                                   | "It Ain't Reggae (But It's Funky)"            | —   | —  | 24 | —  | —  | —  | —  |
| 1979                                                                                   | "I Got My Mind Made Up (You Can Get It Girl)" | 20  | 1  | 1  | 16 | 13 | 20 | 46 |
| 1979                                                                                   | "Crying"                                      | —   | 41 | —  | —  | —  | —  | —  |
| 1979                                                                                   | "Witch Doctor"                                | —   | 35 | —  | —  | —  | —  | —  |
| 1980                                                                                   | "Bodyshine"                                   | 103 | 41 | 28 | —  | —  | —  | —  |
| 1980                                                                                   | "Slap, Slap, Lickedy Lap"                     | —   | —  | 28 | —  | —  | —  | —  |
| 1980                                                                                   | "The Funk Is On"                              | —   | 87 | 22 | —  | —  | —  | —  |
| 1980                                                                                   | "Everybody"                                   | —   | —  | 22 | —  | —  | —  | —  |
| 1982                                                                                   | "Why Don't You Think About Me"                | —   | 59 | —  | —  | —  | —  | —  |
| 1983                                                                                   | "No Stoppin' That Rockin'"                    | —   | 32 | —  | —  | —  | —  | —  |
| 1983                                                                                   | "Who Took Away the Funk"                      | —   | 70 | —  | —  | —  | —  | —  |
| 1983                                                                                   | "(Just Because) You'll Be Mine"               | —   | 71 | 21 | —  | —  | —  | —  |
| "—" denota que não alcançou posição nas paradas ou não foi lançado naquele território. |                                               |     |    |    |    |    |    |    |